# Giro de Lombardía 2010
El Giro de Lombardía 2010, la 104.ª edición de esta clásica ciclista, se disputó el sábado 16 de octubre de 2010, con un recorrido de 260 km entre Milán y Como. Unos 20 km más respecto a anteriores ediciones ya que este año se incluyó el alto de Sormano justo después del puerto de Madonna del Ghisallo.
Perteneció a las Carreras Históricas del UCI World Calendar 2010 siendo la última prueba de dicho calendario.
Participaron 25 equipos: 17 de categoría UCI ProTour (todos excepto el Footon-Servetto); y 8 de categoría Profesional Continental mediante invitación de la organización (Acqua & Sapone-D'Angelo & Antenucci, Androni Giocattoli-Serramenti PVC Diquigiovanni, BMC Racing Team, Cervélo Test Team, Carmiooro-NGC, Cofidis, le Credit en Ligne Colnago-CSF Inox e ISD-Neri). Formando así un pelotón de 196 ciclistas aunque finalmente fueron 195 tras una baja de última hora, con 8 corredores cada equipo (excepto el Cofidis, le Credit en Ligne y Ag2r-La Mondiale que salieron con 7 y el FDJ que salió con 6), de los que acabaron 34.
El ganador fue, por segundo año consecutivo, Philippe Gilbert que cruzó la meta en solitario por delante de Michele Scarponi y Pablo Lastras respectivamente. Gilbert se marchó del grupo cabecero en el descenso del penúltimo puerto, el alto de Sormano. En el llano se le juntó Scarponi, que fue el único que logró mantenerse a una distancia de pocos segundos de distancia respecto a Philippe en dicho descenso, y juntos aumentaron a 1 minuto su diferencia respecto al grupo perseguidor. Ya en el último alto, el alto San Fermo, Philippe se marchó con facilidad de Michele a 5 km de meta. Por detrás Lastras logró distanciarse del grupo perseguidor en el último puerto acabando tercero.

## Clasificación final
| Posición | Ciclista           | Equipo                                          | Tiempo     |
| -------- | ------------------ | ----------------------------------------------- | ---------- |
| 1.       | Philippe Gilbert   | Omega Pharma-Lotto                              | 6h 42' 32" |
| 2.       | Michele Scarponi   | Androni Giocattoli-Serramenti PVC Diquigiovanni | + 12"      |
| 3.       | Pablo Lastras      | Caisse d'Epargne                                | + 55"      |
| 4.       | Jakob Fuglsang     | Saxo Bank                                       | + 1' 08"   |
| 5.       | Vincenzo Nibali    | Liquigas-Doimo                                  | m.t.       |
| 6.       | Samuel Sánchez     | Euskaltel-Euskadi                               | + 1' 12"   |
| 7.       | Mikel Nieve        | Euskaltel-Euskadi                               | + 2' 07"   |
| 8.       | Mauro Santambrogio | BMC Racing                                      | + 3' 01"   |
| 9.       | Carlos Barredo     | Quick Step                                      | + 3' 25"   |
| 10.      | Giampaolo Caruso   | Katusha                                         | + 3' 50"   |